# Satanic Surfers
I Satanic Surfers sono una band punk rock proveniente dalla Svezia. Sono nati nel 1989 e tuttora hanno all'attivo molti album, partecipazioni a compilations e vari tour in Europa. Hanno anche partecipato a svariati festival dedicati all'hardcore punk ed allo skate punk come il Vans Tour (Warped Tour, Vans Off The Wall, etc etc).
Il loro suono, pur attestandosi sull'hardcore/skate punk, è molto influenzato anche dal metal e da un certo punk dalle sonorità più cupe, (tanto per fare un esempio band come Misfits ed Nerve Agents). Come molti gruppi svedesi di quel periodo, conobbero il loro momento di gloria intorno alla metà degli anni novanta durante il pieno periodo del punk revival, quando l'attenzione verso il punk rock e l'hardcore punk aveva avuto come un ritorno di fiamma, trascinata dal grande successo dei gruppi californiani della Epitaph Records.
C'è da dire comunque che anche la scena svedese di quel periodo non era per nulla inferiore a quella americana, ed anzi band storiche come Refused e No Fun At All erano prese come esempio da molti gruppi americani. Hanno concluso la loro carriera nel 2007 dopo l'abbandono del gruppo da parte di Magnus (chitarra); pur concludendo gli impegni presi per il tour con Dana alla chitarra, proveniente dai Venerea.
I Satanic Surfers, come altri gruppi svedesi degli anni '90, furono prodotti dall'etichetta indipendente Burning Heart, che in seguito, sul finire degli anni novanta fu praticamente acquistata dalla Epitaph.
Sul loro sito ufficiale i Satanic Surfers hanno dichiarato di aver voluto sciogliere il gruppo prima che diventasse maggiorenne, ovvero che compisse il 18º anno di attività, per mantenere lo spirito di libera e naif ribellione che caratterizzava la musica della band.
Nel Dicembre 2014 la band comunica di essersi riunita.

## Discografia

### Album
- 1995 – Hero Of Our Time (Burning Heart)
- 1997 – 666 Motor Inn (Burning Heart)
- 1999 – Going Nowhere Fast (Burning Heart)
- 1999 – Songs From The Crypt (Compilation) (Bad Taste Records)
- 2000 – Fragments And Fractions (Bad Taste Records)
- 2002 – Unconsciously Confined (Bad Taste Records)
- 2005 – Taste The Poison (Bad Taste Records)
- 2018 – Back From Hell (Mondo Macabre Records)

### EP, Split e Singoli
- 1993 – Meathook Love EP (Autoprodotto)
- 1993 – Skate To Hell EP (Autoprodotto, ristampato nel 1994 dalla Bad Taste Records)
- 1994 – Keep Out! EP (Burning Heart)
- 1995 – Satanic Surfers / Ten Foot Pole Split (Bad Taste Records)
- 1996 – Satanic Surfers / Seven Hate Born 2 Skate Split EP (Diabolik Records)
- 1997 – Satanic Surfers / Concrete Cell Split (Genet Records)
- 2018 – The Usurper / Skate, Don't Care (singolo) (Mondo Macabre Records)

## Formazione della band
Formazione al momento dello scioglimento:
- Rodrigo Alfaro (voce dal 1995; alla batteria e voce  fino al 2000)
- Fredrik Jakobsen (chitarra - cori)
- Daniel "Dana" Johansson (chitarra - cori dal 2007)
- Robert Samsonowitz (batteria; dal 2004)
- Andy Dahlström (basso - cori; dal 2004)

Caratteristica del gruppo dal 1995 al 2000 di avere il batterista/cantante, ovvero non avere un 
front man.
Ex membri:
- Magnus Blixtberg (chitarra - cori; dal 1990 fino al 2007)
- Mathias Blixtberg (basso - cori; dal 1999 al 2003)
- Martin "Snake" Svensson (batteria; dal 2000 al 2004)
- Pat Tomek (basso - cori; fino al 1999)
- Erik Kronwall (voce; dal 1989 al 1993)
- Ulf Lundell (voce; dal 1993 al 1995)
- Robert "Robban" Jonsson (chitarra - cori; fino al 1990)